# Colchicum doerfleri
Colchicum doerfleri là một loài thực vật có hoa trong họ Colchicaceae. Loài này được Halácsy miêu tả khoa học đầu tiên năm 1897.